# Pernaugambiet
Het pernaugambiet is in de opening van een schaakpartij een variant van het aangenomen koningsgambiet, dat valt onder ECO-code C33. Het gambiet heeft de volgende beginzetten:
1. e4 e5
2. f4 exf (het aangenomen koningsgambiet)
3. Pc3 Dh4†
4. Ke2 d5